# Mausolée de Reza Chah
Le mausolée de Reza Chah (en persan : آرامگاه رضاشاه), situé dans les environs de Ray au sud de Téhéran, était le lieu de sépulture de Reza Shah, l'avant-dernier empereur de l'Iran.
Après la révolution de février 1979, le mausolée a été détruit sous la direction de l'Ayatollah Sadegh Khalkhali et sur ordre de l'ayatollah Ruhollah Khomeini. Dans ses mémoires, Khalkhali a décrit combien il a été difficile de détruire le bâtiment.
La zone abrite finalement une école de théologie[réf. souhaitée].

## Construction interne et externe

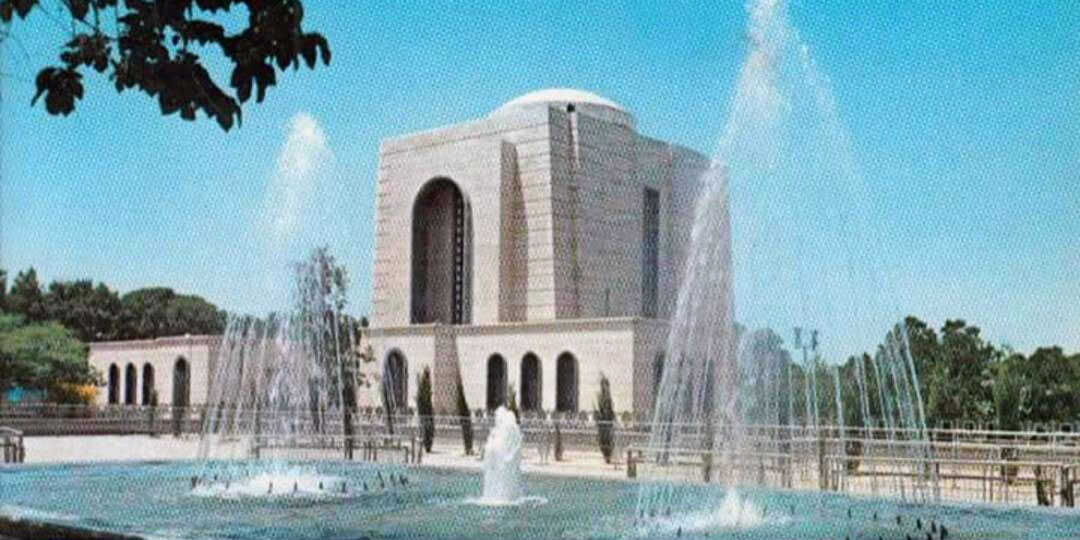
Vue du mausolée depuis Shah Abdol Azim

Le mausolée et ses alentours s'étendaient sur une superficie de 9 000 mètres carrés, et mesurait 25 mètres de haut (sans la coupole située sur le dessus), c'est-à-dire que sa hauteur était plus courte de 7 mètres que la coupole de la mosquée voisine Shah Abdol Azim. Le style architectural était inspirée du tombeau des Invalides à Paris, où repose Napoléon. 

À l'intérieur, une colonnade circulaire délimitait des galeries et le centre du mausolée, où se trouvait le sarcophage de Reza Shah, en marbre bleu izimir, à côté duquel se trouvait un buste en marbre blanc de Reza Shah, et un exemplaire du Coran.

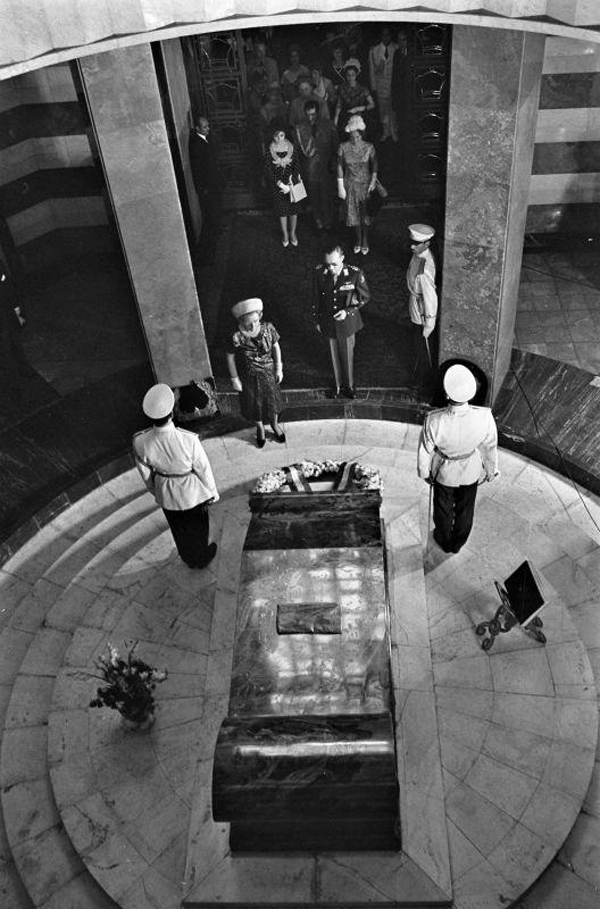
L'intérieur du tombeau de Reza Chah, ici lors de la visite d'État de la reine Juliana des Pays-Bas en Iran en 1963 ; on voit le sarcophage du monarque au centre, avec un Coran à droite

### Parc et jardins
Le mausolée possédait deux entrées : une donnant directement dans la cour de la mosquée Shah Abdol Azim, et une autre dans un petit parc, délimité par un mur. Quelques années plus tard, probablement dans les années 1970, juste avant le jubilé d'Or de la dynastie Pahlavi, le mur est abattu (ou élargi), le petit parc est remplacé par deux grands bassins en L cernant le passage amenant au mausolée, et une très grande avenue est percée dans tout Rey dans la continuité du passage amenant au mausolée .

## Histoire
Reza Chah est renversé en 1941 à la suite de l'invasion anglo-soviétique de l'Iran, puis part en exil à l'île Maurice puis en Afrique du Sud, ou il mourra le 26 juillet 1944. Il est enterré à la suite de funérailles simples à la mosquée Al-Rifa'i, au Caire. L'Iran est très occupé, devant gérer l'occupation étrangère pendant la Seconde Guerre mondiale, puis la crise d'Azerbaïdjan, mais après 1947, le calme revient et l'idée de rapatrier le corps de l'ancien souverain survient au Parlement. En 1948, le Majlis décerne à Reza Chah le titre posthume de « Reza Chah le Grand », et le retour de la dépouille et pour ça, la construction d'un mausolée est ordonné.

### Retour de la dépouille de Reza Chah en Iran

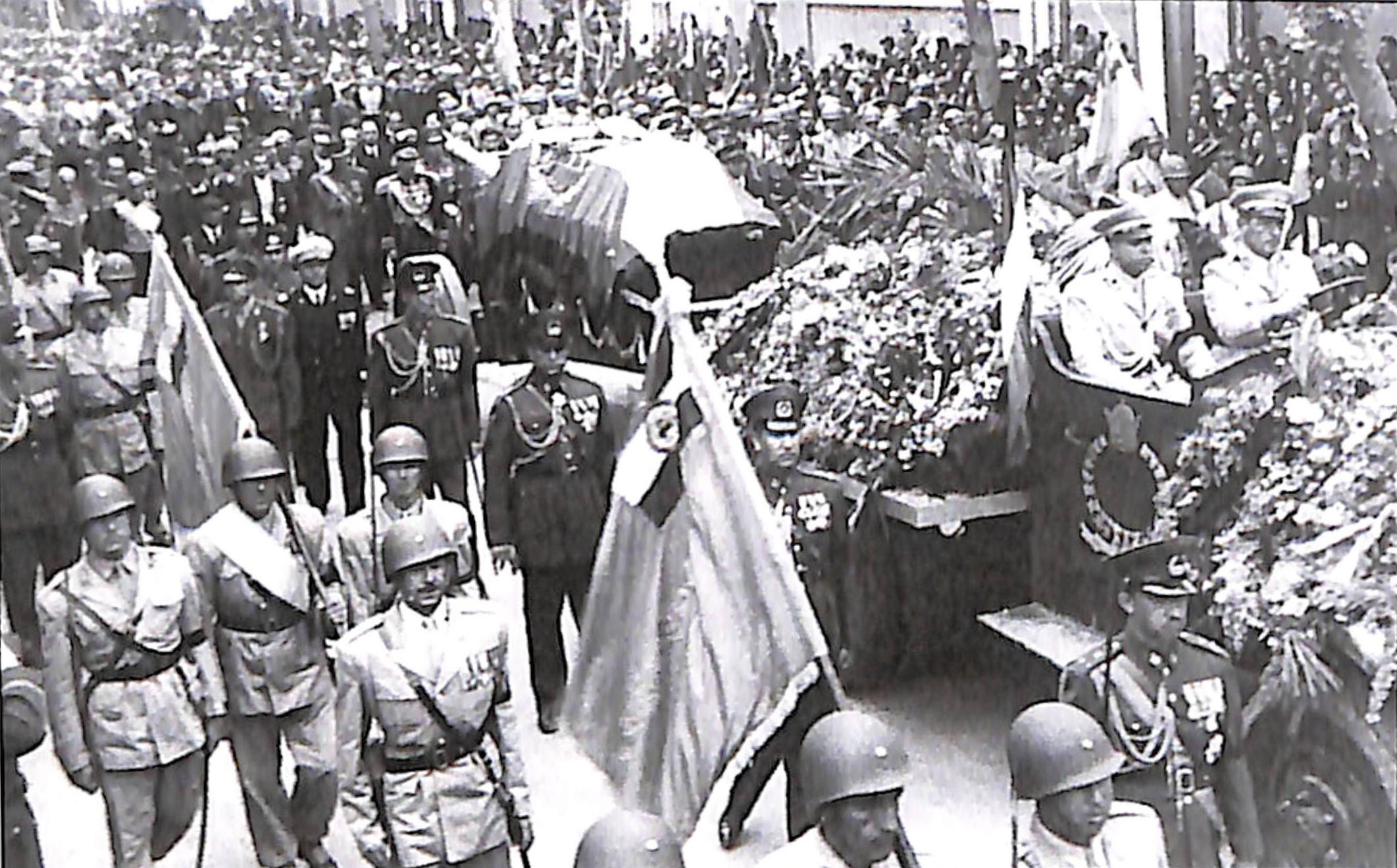
Funérailles de Reza Chah à Téhéran, 8 mai 1951

La construction du mausolée débute en 1948. Les ingénieurs sont Mohsen Foroughi, fils de Mohammad Ali Foroughi, Keyqobad Zafar et Ali Sadeq, pionniers d'une architecture moderne en Iran . En mars 1950, les travaux sont finis, et le cercueil de Reza Shah est ramené d'Égypte par train puis par avion, en faisant deux escales, une à la Mecque et l'autre à Médine . 
Le 8 mai 1951 ont lieu les funérailles nationales de Reza Chah à Rey, auxquelles participent Mohammad Reza Pahlavi, alors empereur, toute la famille Pahlavi, de nombreux ministres et le Premier Ministre Mohammad Mossadegh. Le cercueil est placé dans un sarcophage où il restera pendant 28 ans, 8 mois et 6 jours .

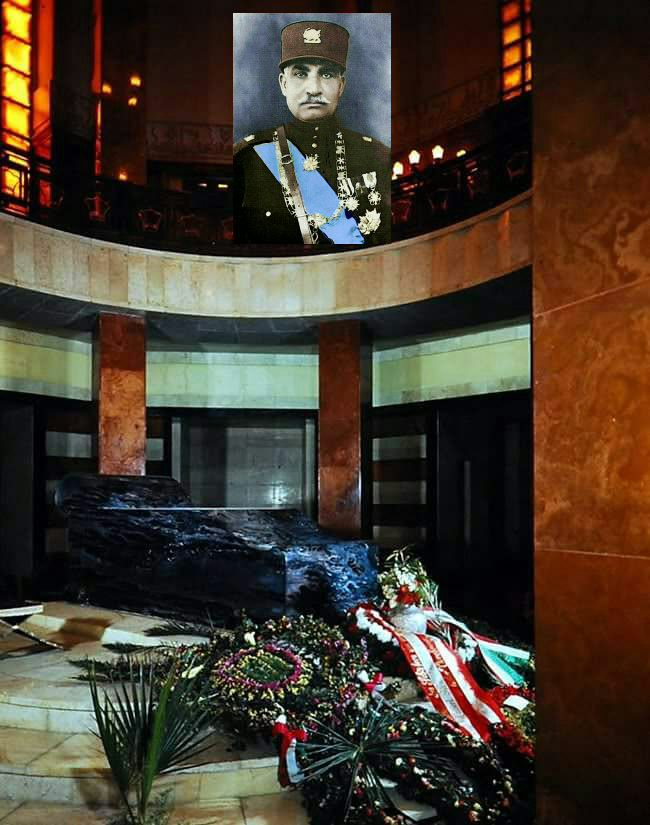
L'intérieur du mausolée en 1978

### Sous Mohammad Reza Chah

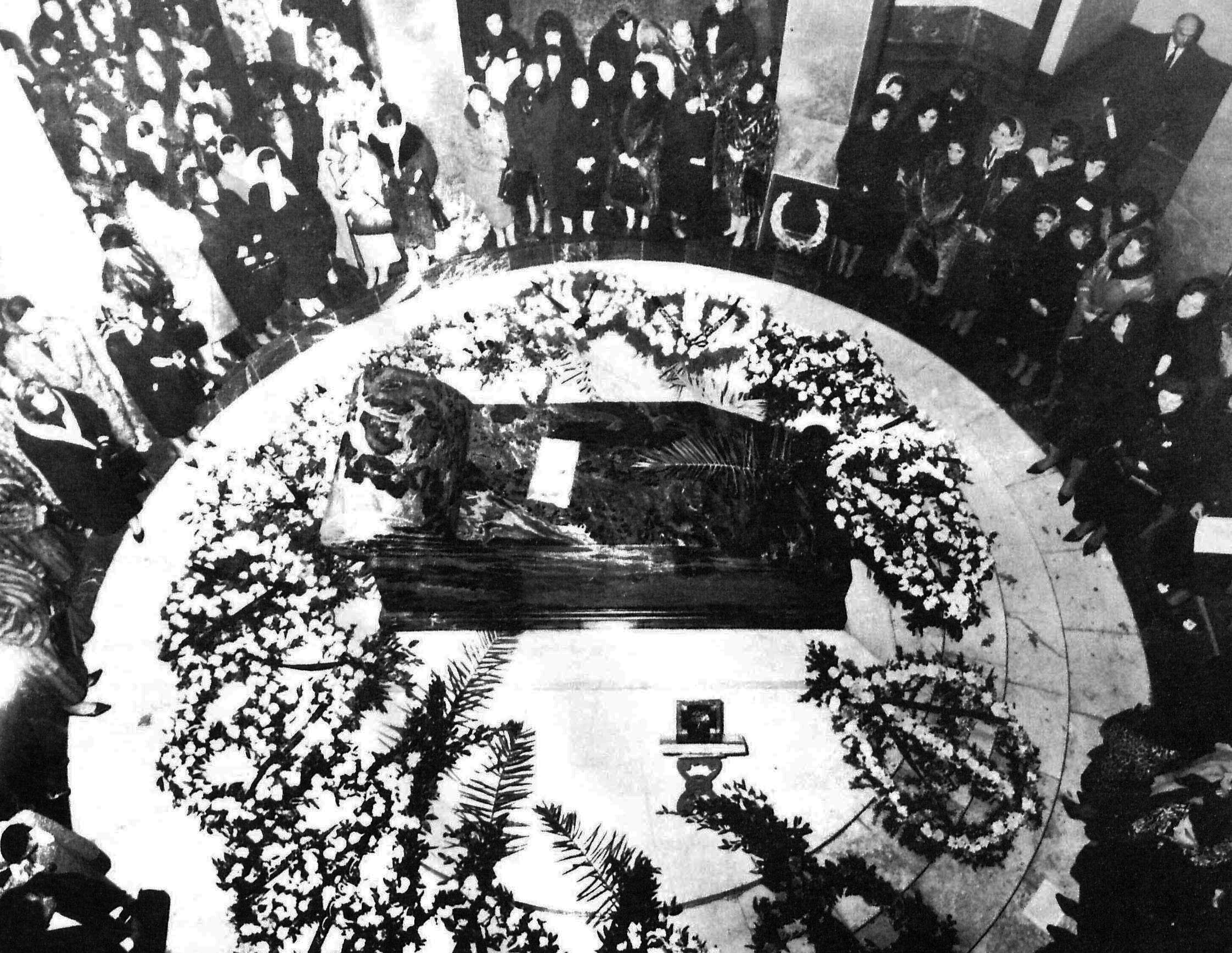
Commémoration du Kashf-e hijab au mausolée de Reza Chah le 8 janvier 1963

D'autres personnes seront enterrées dans le mausolée après 1951 : le Premier ministre assassiné Haj Ali Razmara, le valet de chambre et ami de Reza Chah Soleyman Behboudi, le prince Ali-Reza Pahlavi, mort dans un accident d'avion en 1954, le général-Premier ministre Fazlollah Zahédi et le Premier ministre assassiné Hassan Ali Mansour.
Le mausolée est aussi un lieu de visite obligé pour les chefs d'État étrangers qui viennent en Iran ; il est ainsi visité en 1961 par la reine Élisabeth II du Royaume-Uni, ainsi que par l'empereur Hailé Sélassié Ier d’Éthiopie en 1964. Lors de la visite du président des États-Unis Richard Nixon en 1972, une bombe, posée par les terroristes de l'organisation Moudjahiddines du Peuple, explose une heure après le passage du président. C'est d'ailleurs peut-être après cet incident que l'aménagement autour du mausolée est modifié.
Le mausolée est le théâtre de plusieurs célébrations : la plus spectaculaire est celle du jubilé d'or de la dynastie Pahlavi en 1976, 50 ans après le couronnement de Reza Chah. Une autre célébration a lieu, alors que les troubles qui déboucheront sur la révolution Iranienne ont déjà largement commencé, le 15 mars 1978, pour le centenaire de Reza Chah, au même mausolée.

### Révolution et république islamique
Peu avant son départ en exil, le chahanchah Mohammad Reza Pahlavi aurait fait exhumer le corps de son père le 14 janvier 1979. Le corps aurait été transporté vers la mosquée Al-Rifa'i, au Caire, et remis dans le caveau où il se trouvait avant 1950.

#### Destruction

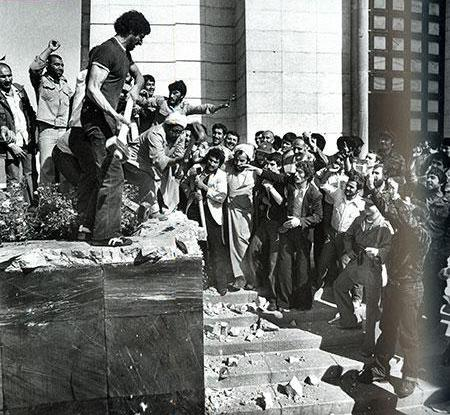
Vandalisation du mausolée par des partisans de Khomeiny en 1979.

Après la prise de pouvoir par les religieux le 11 février 1979 et la chute de Chapour Bakhtiar, la révolution triomphe et Khomeini et ses fidèles s'installent durablement au pouvoir. L'ayatollah, qui cherche par tous les moyens à effacer toutes les avancées de la dynastie Pahlavi, va ordonner la destruction du mausolée de Reza Chah, supervisée par l'ayatollah Sadeq Khalkhali, le « Fouquier-Tinville iranien ». 
Sadegh Ghotbzadeh et Abolhassan Bani Sadr s'opposent à la destruction du mausolée, désirant en faire un « musée des martyrs des Pahlavi », ce que refusent Khomeini et Khalkhali.
La destruction dure une vingtaine de jours, en avril - mai 1980. Devant les caméras, Khalkhali justifie la destruction par :

« Il a assassiné de nombreuses personnes, notamment dans la mosquée de Goharshad, à cause de leurs croyances en l'Islam. Et le peuple, comme la population de Rey, ne peut supporter l’idée que la dépouille d’un tel homme se trouve si près du mausolée du Shah Abdol-Azim. »

#### Une tombe vide?

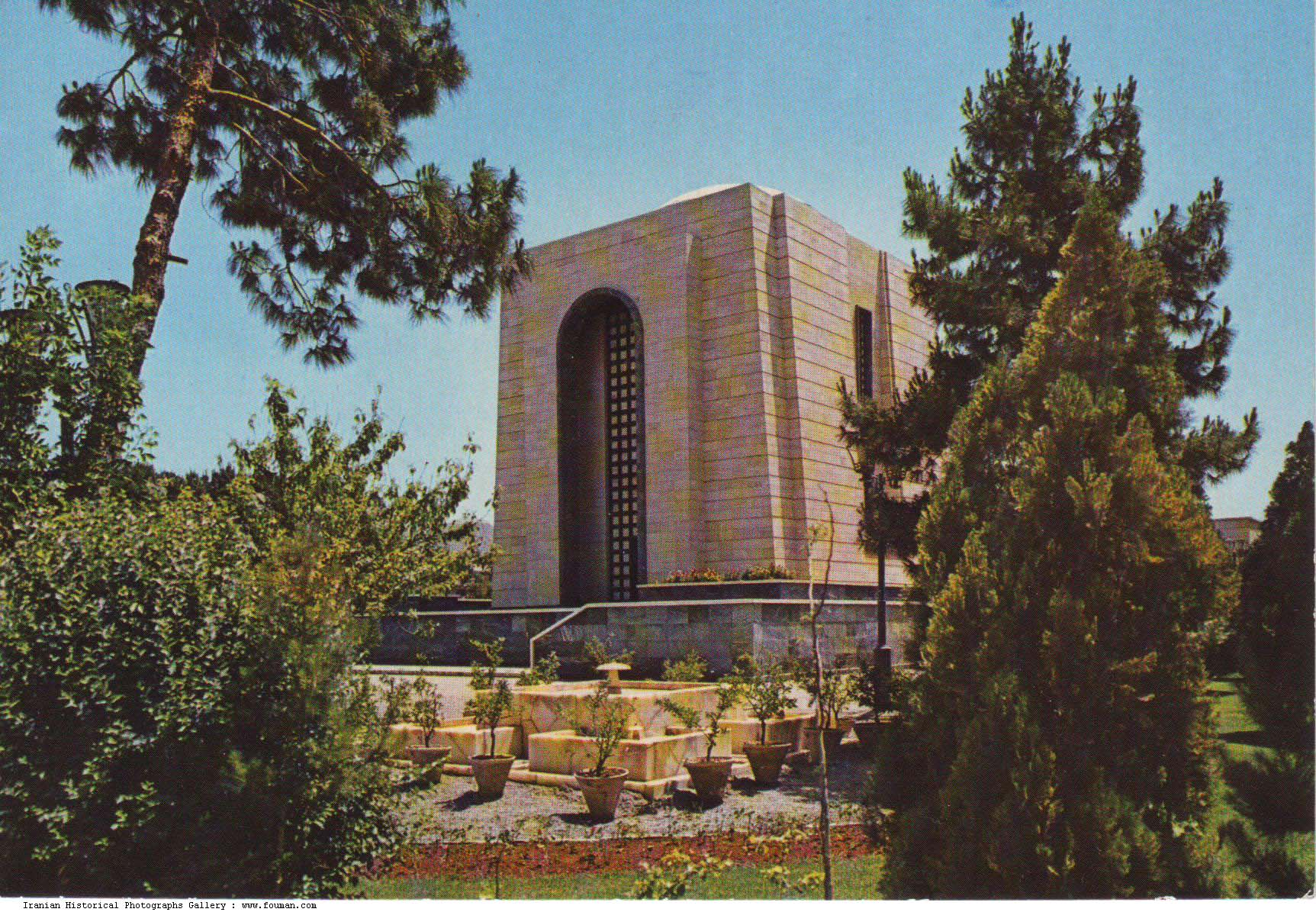
Tombeau de Reza Chah

Il est communément admis que lorsque les révolutionnaires ouvrirent le sarcophage de Reza Chah, ils ne trouvèrent rien, Mohammad Reza Chah ayant fait déplacer le corps de son père ailleurs. 

Mais dans le documentaire De Téhéran au Caire, daté de 2015 et centré sur l'exil du chah de janvier 1979 à sa mort en juillet 1980, sa veuve, l'impératrice Farah, confrontée à un moment aux images de Khalkhali pavoisant au milieu des ruines du mausolée, dit pourtant cela : 
 « L'histoire raconte que le gouvernement avait eu le temps de récupérer le corps de Reza Chah le Grand pour le mettre autre part, caché... mais il n'en est rien ; il est toujours enterré là-bas ». 
Dans leur biographie du chah, Houchang Nahavandi et Yves Bomati écrivent que le cadavre de Reza Chah a été effectivement déplacé avant la révolution, mais dans un endroit tenu secret. Peu avant sa mort le 27 juillet 1980 (36 ans et 1 jour après son père), Mohammad Reza aurait précisé à un cercle réduit d'intimes un emplacement en Iran où, si ses restes y revenaient un jour, il désirerait être enterré avec des soldats et des officiers suppliciés par les révolutionnaires ; les auteurs sous-entendent que ce lieu pourrait être le même que celui où le corps de Reza Chah est caché.

#### Un corps retrouvé (?)
Le 23 avril 2018, un corps momifié est découvert lors de travaux dans la zone autour de Shah Abdol Azim. La ressemblance du cadavre avec une photo de la dépouille de Reza Chah juste avant son enterrement ainsi que l'annonce du comité du patrimoine de Téhéran laisse fortement entendre qu'il puisse s'agir du corps de l'ancien empereur. Les autorités iraniennes, faisant savoir qu'elles avaient longtemps cherché le corps de l'empereur, ont cependant vite appelé à la prudence sur ce genre d'annonce, le bureau de presse du sanctuaire Shah Abdol Azim ayant affirmé de son côté qu'il ne s'agissait que d'une « rumeur ». « La zone entourant le sanctuaire était auparavant un cimetière. Découvrir un corps dans cette zone est donc naturel », déclare son directeur des relations publiques, Mostafa Ajoorloo. Néanmoins, le comité du patrimoine fait savoir qu'il compte traiter l'affaire pour répondre prochainement à cette question. Cette nouvelle, après les troubles politiques en Iran en décembre 2017 et janvier 2018, font craindre aux autorités islamiques la résurgence d'une nostalgie royaliste parmi la population, surtout liés à la sécularisation et la modernisation de la société sous Reza Chah ; Abbas Milani, historien irano-américain, parlant d'un « cauchemar » pour le régime, la preuve « que l'histoire n'est pas écrite par des autorités équipées de forces, d'hypocrisie, de pelles et de bulldozers ».
Le petit-fils de Reza Chah, Reza Pahlavi, un des meneurs de l'opposition à la République islamique, déclare sur Twitter qu'il suivait de près ces informations concernant la dépouille de son grand-père, mettant ainsi fin à la rumeur qui disait que la dépouille du chah avait été sortie d'Iran après la révolution par sa famille. Il met également en garde le gouvernement islamique sur la transparence dans leur traitement de l'affaire.
Après sa découverte, le parcours de la momie reste inconnu. Selon certaines sources, elle a été à nouveau enterrée.

## Galerie

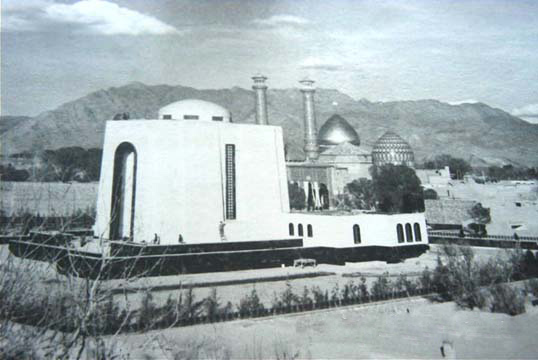
Peu après la fin de la construction, en 1950
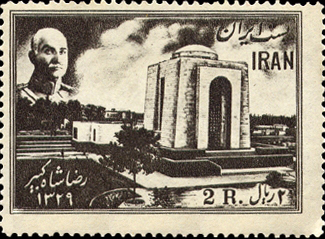
Le mausolée sur un timbre
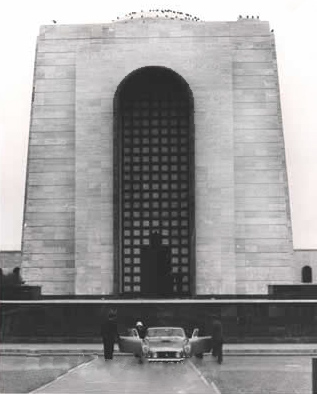
Dans les années 1960
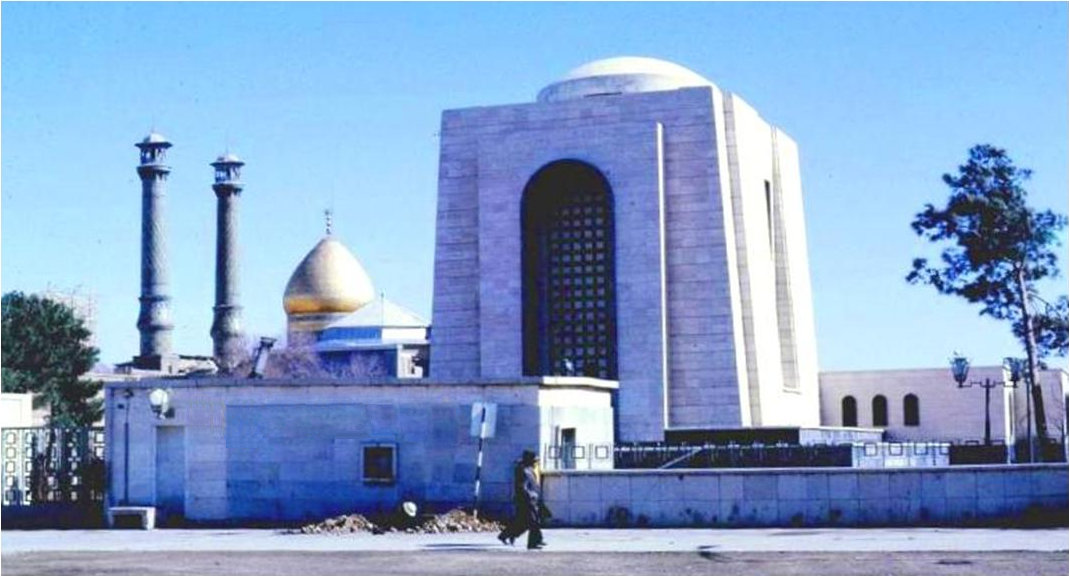
Dans les années 1960
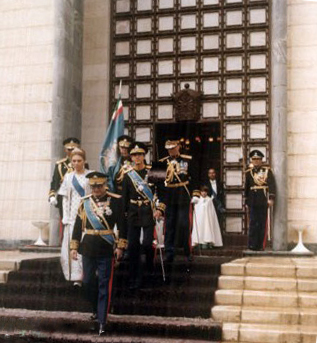
Dans les années 1970
Destruction du mausolée en mai 1980
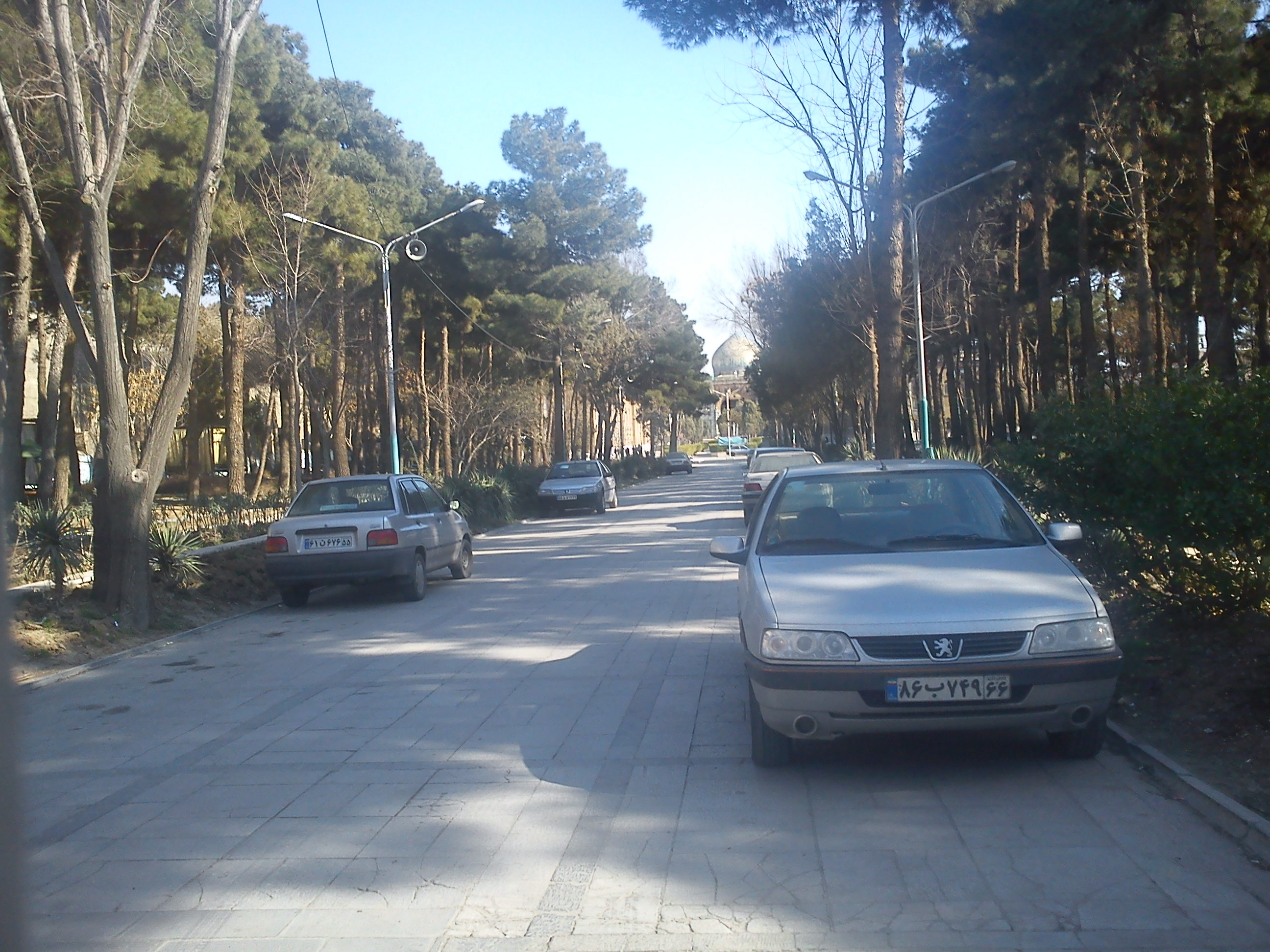
L'avenue, percée dans les années 1970, menant à l'ancien emplacement du mausolée, dans les années 2010